# 教育入学考试
入学考试是教育机构为挑选合適的学生入学而举行的考试。它可以在从小学到大学的任何教育阶段举行，不過通常在大学阶段举行的入學考試更多。